# Johann Christian Hofmann
Johann Christian Hofmann (* 11. Februar 1739 in Salzungen; † 16. Februar 1792 in Coburg) war ein deutscher Beamter. 

## Leben
Johann Christian Hofmann wurde im Herzogtum Sachsen-Meiningen geboren. Sein Vater war damals Amtsadjunkt und wurde später Regierungsrat und darauf Geheimer Rat in Coburg.
Er erhielt seinen ersten öffentlichen Unterricht an der Schule in Salzungen und besuchte anschließend das Gymnasium Schleusingen. Von dort studierte er anfangs an der Universität Jena und darauf an der Universität Halle. 
1763 kam er mit seinem Vater nach Coburg und wurde als Sekretär und Geschichts-Lehrer des Erbprinzen Karl und dessen Schwester angestellt. 1766 wurde er Archivar beim Kommerzkollegium (von der Obrigkeit eingesetzte Behörde, die der Regierung als sachverständige, beratende Körperschaft bei ihren wirtschaftspolitischen Maßregeln zur Seite steht und zugleich eine Interessenvertretung des Standes der Kaufleute und Fabrikanten darstellt) und 1770 Wirklicher Kammerrat, außerdem erhielt er für einige Zeit die Aufgabe des Generaladministrators des Lotto. Darauf wurde er Hofrat und Geheimer Referendar und dann Konsistorialpräsident und Protoscholarch des Casimirianums. 1783 erfolgte seine Ernennung zum Wirklichen Geheimrat.
Johann Christian Hofmann war verheiratet mit Jeanette Christiane Karoline, geb. Freiin von Stein. Sein jüngster Sohn war der Jurist Albrecht Anton Adolph Hofmann.

## Mitgliedschaften
Johann Christian Hofmann stiftete am 10. August 1769 in Coburg den Lorenzo-Orden und könnte als Begründer dieses Ordens gelten. Der Orden der Sanftmut und Toleranz führte eine dreieckige Lorenzo-Dose als Symbol. Johann Christian Hofmann war im Besitz einer solchen Schnupftabakdose mit der laufenden Nummer XXVIII.